# Firefox para iOS
Firefox para iOS é um navegador da Mozilla para os dispositivos móveis Apple iPhone, iPad e iPod Touch. É o primeiro navegador da marca Firefox a não usar o motor de renderização Gecko, como é usado no Firefox para computador de mesa e para dispositivos móveis. Devido às restrições de segurança do iOS escolhidas pela Apple (especificamente a incapacidade de definir o diretório temporário, o que é essencial para a compilação just-in-time (JIT)), o Firefox tem que usar a estrutura de renderização baseada no iOSKK embutido em vez do Gecko. Firefox para iOS suporta o Firefox Sync e é capaz de sincronizar o histórico de navegação, os favoritos e as guias recentes do Firefox.

## História
Em dezembro de 2014, a Mozilla anunciou que estava projetando uma versão do Firefox para iOS. Em setembro de 2015, foi lançada uma prévia limitada do aplicativo disponível apenas na iOS App Store neozelandês. Em novembro de 2016, o Firefox Focus, uma versão simplificada do navegador com foco específico na navegação anônima, foi publicado na Apple App Store.
A versão 9.0, lançada em setembro de 2017, introduziu a proteção contra rastreamento no iOS 11 (e posterior).
A versão 10.0, lançada em novembro de 2017, introduziu uma interface de usuário redesenhada, correspondente à nova interface "Photon" introduzida com o Firefox 57 no final daquele mês.

### Firefox Home
Firefox Home foi um projeto anterior de um aplicativo complementar para o iPhone e para o iPod Touch, baseado na tecnologia Firefox Sync. Ele permitia que os usuários de qualquer dispositivos acessassem o histórico de navegação, os favoritos e as guias recentes do Firefox. Ele também incluía a barra de localização (Awesome Bar) do Firefox. Firefox Home não é um navegador; o aplicativo usa o motor de renderização Webkit. Em setembro de 2012, a Mozilla remove o Firefox Home da App Store, afirmando que concentraria seus recursos em outros projetos. Posteriormente, a empresa lançou o código-fonte da tecnologia de sincronização subjacente do Firefox Home.